# Autonomía de la voluntad
La autonomía de la voluntad es un concepto procedente de la filosofía kantiana que va referido a la capacidad del individuo para dictarse sus propias normas morales. El concepto constituye actualmente un principio básico en el Derecho privado, que parte de la necesidad de que el ordenamiento jurídico capacite a los individuos para establecer relaciones jurídicas acorde a su libre voluntad. Son los propios individuos los que dictan sus propias normas para regular sus relaciones privadas. 
De él se desprende que en el actuar de los particulares se podrá realizar todo aquello que no se encuentre expresamente prohibido o que atente contra el orden público, las buenas costumbres y los derechos de terceros.
En este sentido, es también el fundamento del principio espiritualista de la mayoría de los códigos civiles.

## Los límites a la autonomía de la voluntad
La autonomía de la voluntad es la encargada de establecer sus límites. Muchos de estos límites son creados por las necesidades de las cosas, otras por mera conveniencia de política legal, y constituyen impedimentos a la creación de reglas.  En derecho existen dos tipos de normas: las normas dispositivas y las imperativas. En el caso de las primeras, eran normas que sirven para suplir la autonomía de la voluntad en aquellos sitios en dónde la autonomía de la voluntad no haya establecido algo expresamente (por ejemplo, el caso de sucesión intestada). La norma imperativa (impositiva), sin embargo, actúa en todo caso, como norma de obligado cumplimiento. Es un límite a la autonomía de la voluntad (por ejemplo, las legítimas).
En el Derecho público se pueden encontrar muchas más normas imperativas (sobre todo en el ámbito sancionador), siendo éstas más escasas en Derecho privado. Se trata de aquellos casos en los que el Estado debe regular una forma de comportamiento que sea igual para todos. Es importante ver como juega el papel de la autonomía de la voluntad en el Derecho comercial como el derecho a la rescisión de un contrato con base en el desacuerdo con el objeto.